# 选民
選民，又稱為選舉人，是在一個選舉中有權參與投票民眾。在普選中，選民就是當地城市的市民或本國公民。在一家上市公司，選民就是股東，包括散戶。選民權利除了投票，還有棄權、投棄權票。向候選人質詢政綱或者都是一種選民權利。